# Scout Taylor-Compton
Scout Taylor-Compton, född som Desariee Starr Compton den 21 februari 1989 i Long Beach i Kalifornien, är en amerikansk skådespelerska och sångerska. Hon har haft roller i ett antal TV-serier och i långfilmer, som sträcker sig från dramafilmer till skräckfilmer. På senare tid har hon vunnit ryktbarhet inom skräckgenren, vilket gett henne titeln "skrikdrottning". Hon håller även på att spela in sitt debutalbum.

## Uppväxt
När hon växte upp var Taylor-Compton simmare och tävlade i AAU Junior Olympic Games, innan hon bestämde sig för att fokusera på skådespeleriet. I fem år var hon tillsammans med Andy Biersack, då känd som Andy Sixx, sångaren och frontmannen i Black Veil Brides. Låten "The Mortician’s Daughter" handlar om henne.

## Karriär
Scout Taylor-Compton började sin skådespelarkarriär 1998, då hon var med i TV-serien A.W.O.L., tillsammans med David Morse. Hon hade efter det ett par mindre roller i serier och filmer, däribland Ally McBeal, Cityakuten, Frasier och The Guardian. Hon var även med i ett antal studentfilmer, reklamer för Fujitsu och några sketcher i The Jay Leno Show. 2001 hade hon en återkommande roll i Gilmore Girls, som Clara Forrester, lillasyster till Dean Forrester (Jared Padalecki). Hon var med i serien fram till 2004. Senare 2004 var hon med i tonårskomedin Sleepover, som blev hennes första stora Hollywood-roll. Efter Sleepover medverkade hon i ett antal TV-serier, däribland Cold Case, That's So Raven, Förhäxad och Brottskod: Försvunnen, där hon spelade en tonåring på rymmen.
Under 2006 var Taylor-Compton med i filmerna The Honeyfields, samt dramat Tomorrow is Today och skräckfilmen Wicked Little Things. Tomorrow is Today vann över 6 priser vid olika filmfestivaler.
Under 2007 var hon med i An American Crime, som berättade den sanna historien om förortsfrun Gertrude Baniszewski som höll en tonåring inlåst i sin källare under 1960-talet. Efter att hon förlorat huvudrollen i The Messengers till Kristen Stewart, återvändo hon till skräckgenren som Laurie Strode i Rob Zombies Halloween, remaken av skräcklassikern Halloween från 1978. Filmen slog många rekord och placerade sig överlägset etta på biotoppen i USA. Den tjänade in 31 miljoner dollar enbart över Labor Day-helgen.
Efter det var hon med i April Fool's Day, som är en remake på originalfilmen från 1986 med samma namn. Hon var även med i skräckfilmen Murder World. Under 2009 var hon med i filmen Love Ranch, tillsammans med Helen Mirren och Joe Pesci. Sedan spelade hon i Obsessed, med Beyoncé Knowles. Sedan var det dags för Halloween II, Rob Zombies uppföljare till remaken från 2007, att släppas på bio. Filmen släpptes samma dag som en annan skräckfilm, The Final Destination.
2010 var Taylor med i filmen The Runaways, där hon spelar Lita Ford, tillsammans med Kristen Stewart och Dakota Fanning. Filmen är baserad på bandet The Runaways.

## Filmografi

### Filmer
| År   | Film                       | Roll                       | Aneteckingar   |
| ---- | -------------------------- | -------------------------- | -------------- |
| 1998 | Thursday Afternoon         | Anna                       |                |
| 1998 | 6/29                       | Girl #2                    |                |
| 2001 | Chicken Night              | Penny                      | kortfilm       |
| 2003 | 7 Songs                    | Molly                      |                |
| 2003 | Afterschool Delight        | Scout                      |                |
| 2003 | Four Fingers of the Dragon | Sig själv                  |                |
| 2004 | Sleepover                  | Farrah James               |                |
| 2006 | The Honeyfields            | Mary Beth                  |                |
| 2006 | Tomorrow is Today          | Julie Peterson             |                |
| 2006 | Smile Pretty               | Nastalia (Nasty) Zivkovich | Släppt 8/11/09 |
| 2007 | Wicked Little Things       | Sarah Tunny                |                |
| 2007 | An American Crime          | Stephanie Baniszewski      |                |
| 2007 | Halloween                  | Laurie Strode              |                |
| 2008 | April Fool's Day           | Torrance                   |                |
| 2009 | Obsessed                   | Samantha                   |                |
| 2009 | Love Ranch                 | Christina                  |                |
| 2009 | Love at First Hiccup       | Anya                       |                |
| 2009 | Life Blood                 | Carrie Lain                |                |
| 2009 | Halloween II               | Laurie Strode/Angel Myers  |                |
| 2010 | The Runaways               | Lita Ford                  |                |
| 2010 | Triple Dog                 | Liza Naron                 |                |

### TV
| År      | Titel                  | Roll                          | Anteckningar  |
| ------- | ---------------------- | ----------------------------- | ------------- |
| 2000    | Ally McBeal            | Young Georgia                 | 1 avsnitt     |
| 2000-06 | Förhäxad               | Fairy                         | 7 avsnitt     |
| 2001    | Cityakuten             | Liz Woodman                   | 1 avsnitt     |
| 2001-04 | Gilmore Girls          | Clara Forester                | 4 avsnitt     |
| 2003    | Frasier                | Gym Girl                      | 1 avsnitt     |
| 2003    | Audrey's Rain          | Young Marguerite              | TV-film       |
| 2003    | The Lyon's Den         | Girl Fenderson                | 1 avsnitt     |
| 2003-04 | The Guardian           | Tiffany Skovich               | 2 avsnitt     |
| 2004    | Class Actions          | Lydia Harrison                | Pilotavsnitt  |
| 2004    | The Division           | Katrina 'Trina' Merril        | 1 avsnitt     |
| 2004-05 | Unfabulous             | Molly                         | 2 avsnitt     |
| 2005    | Cold Case              | Leah 1993                     | 1 avsnitt     |
| 2005    | Hidden Howie           | Madison, Jackson's Girlfriend | Okänt avsnitt |
| 2005    | That's So Raven        | Lauren                        | 1 avsnitt     |
| 2006    | Brottskod: Försvunnen  | Emily Grant                   | 1 avsnitt     |
| 2006    | Standoff               | Tina Bolt                     | 1 avsnitt     |
| 2007    | Close to Home          | Grace Hendricks               | 1 avsnitt     |
| 2007    | Bones                  | Celia Nash                    | 1 avsnitt     |
| 2007    | Love's Unfolding Dream | Belinda Tyler                 | TV-film       |
| 2008    | The Governor's Wife    | Hayley Danville               | TV-film       |
| 2010    | CSI                    | Renata Clarke                 | 1 avsnitt     |
| 2010    | NCIS: Los Angeles      | Angela Rush                   | 1 avsnitt     |